# Abraham Geiger
Pour les articles homonymes, voir Geiger.
Abraham Geiger, né le 24 mai 1810 à Francfort-sur-le-Main et mort le 23 octobre 1874 à Berlin, est un rabbin et théologien allemand, considéré, avec Samuel Holdheim, comme l'un des principaux fondateurs du judaïsme réformé.
Dans l'Allemagne du XIXe siècle où, malgré les nombreux progrès sociaux et scientifiques accomplis en Europe, les Juifs ne se sont pas émancipés, et où nombre d'entre eux tentent de s'intégrer en abandonnant le judaïsme de façon explicite (en se convertissant) ou implicite (en rejoignant la lutte politique), Abraham Geiger propose un judaïsme « régénéré, » acceptable pour la modernité, compatible avec la germanité, dépourvu de nombre de ses particularités, centré autour d'un noyau universaliste et axé sur une perspective historique basée sur l'étude scientifique du judaïsme dont il a été un important pionnier.

## Éléments biographiques
Abraham Geiger reçoit une éducation traditionnelle, et démontre précocement ses talents : il maîtrise à l'âge de trois ans les alphabets hébraïque et allemand, entreprend l'étude de la Mishna à quatre ans et celle du Talmud deux ans plus tard. Il acquiert aussi une culture allemande, apprenant l'histoire, le latin et le grec en autodidacte. Son père meurt peu après sa bar mitzvah, à l'occasion de laquelle il a ajouté à sa deracha en hébreu un discours en allemand, ce qui indispose certains parents pieux. Il continue ensuite ses études, traditionnelles et profanes, sous l'égide de ses frères et d'autres.
C'est de cette époque que datent ses premiers doutes sur les conceptions traditionnelles du judaïsme, du fait de ses études d'histoire ancienne, qui lui paraissaient contredire les revendications bibliques d'une autorité divine, et de ses conversations avec d'autres jeunes gens. À l'âge de dix-sept ans, il commence à écrire ses premiers travaux, sur le style juridique et la langue de la Mishna.
Financé par des amis, Geiger peut entreprendre une formation universitaire de philologie orientale, au grand dam de sa famille qui le destinait à la théologie. Après un semestre passé à l'université de Heidelberg, il entre à l'université de Bonn. Étudiant l'arabe et le Coran auprès de Georg Freytag, il se lie également avec des hommes qui auront une influence décisive sur son devenir, en particulier Samson Raphael Hirsch avec lequel il fonde une société d'étudiants juifs, où il fera ses premiers sermons, et qui aura, selon ses mots, un effet bien plus stimulant sur lui que les cours de ses professeurs. Tous deux deviendront antagonistes avec le temps. Vers la fin de ses études, Geiger rencontre aussi l'historien Joseph Derenbourg.
Le professorat universitaire étant inaccessible aux Juifs d'Allemagne à l'époque, Geiger est contraint de chercher un poste de rabbin. Il est nommé à la tête de la communauté juive de Wiesbaden de 1832 à 1837. Il y mène ses premières actions en vue de la réforme du judaïsme, éditant plusieurs revues érudites, convoquant des synodes de rabbins et autres dirigeants gagnés à ses idées ou à celles de ses confrères, Samuel Holdheim, Israel Jacobson et Leopold Zunz. Geiger travaille par ailleurs à l'obtention de l'égalité pour les Juifs auprès du gouvernement, milite pour la suppression de toute forme de « serment juif » et, par ailleurs, pour l'établissement d'une faculté de théologie juive, équivalente aux séminaires chrétiens. Il est, par le biais de ses publications, amené à rencontrer d'autres pionniers de la Wissenschaft des Judentums, dont le rabbin galicien Solomon Judah Loeb Rapoport qui deviendra rapidement l'un de ses plus farouches opposants.
Dès 1835, les amis de Geiger essayent de lui trouver un poste dans une ville plus importante que Wiesbaden ; les soupçons sur son orthodoxie empêchent cependant sa nomination. Trois ans plus tard, il tente sa chance à Breslau. Cependant, il se produit là aussi une haute lutte entre les partisans de Geiger et ses opposants, menés par le rabbin orthodoxe Abraham Tiktin. Celui-ci est soutenu par sa communauté, tandis que Geiger bénéficie de l'appui des élites et des autorités. Finalement élu, il doit encore attendre sa naturalisation par le gouvernement prussien. Elle se produit en décembre 1839, après quoi Geiger s'installe à Breslau.
En 1843, à Francfort, Geiger fonde un mouvement de rabbins réformistes participant de la Haskala, et donc favorable à l'intégration des juifs dans la société. Ces rabbins vont jusqu'à prôner l'abandon de la circoncision (Brit Milah) que Geiger considère (dans une lettre privée) comme un « rite barbare et sanglant ». Cette dernière réforme ne durera qu'une vingtaine d'années (selon l'Encyclopaedia Judaica) en Allemagne mais sera exportée aux États-Unis. Selon Jérôme Ségal, elle a duré une quarantaine d'années et s'est achevée non pas lorsque les orthodoxes auraient répondu aux arguments religieux des réformistes contre la circoncision, comme le prétend l'Encyclopaedia Judaica, mais à cause de l'argument-massue du refus des orthodoxes d'inscrire les enfants restés intacts dans les registres d'état-civil, si bien que, n'ayant pas d'existence administrative, ils ne pouvaient pas hériter ou se marier.
On voit d'ailleurs mal comment les orthodoxes auraient pu répondre aux arguments religieux de fait des réformistes énoncés dans l'Encyclopaedia Judaica : premièrement, la circoncision a été ordonnée à Abraham, pas à Moïse, deuxièmement, le Deutéronome (le livre de Moïse, dont une seconde version des Dix Commandements) ne la prescrit pas, troisièmement, Moïse s'opposa à celle de son fils (Exode 4 : 24-26), quatrièmement, elle ne fut pas pratiquée tant qu'il fut le chef des Hébreux (mais est réinstaurée après sa mort – Josué 5 : 2-9), cinquièmement, il n'y a pas d'équivalent pour les filles (l'Encyclopaedia Judaica mentionne que les réformistes étaient féministes).[pertinence contestée][réf. souhaitée]

## Œuvre
Une grande partie de l'œuvre de Geiger, écrite en allemand, a été traduite en anglais et, sur l'auteur lui-même, il y a eu un grand nombre d'études biographiques et de recherche, comme Abraham Geiger and the Jewish Jesus de Susannah Heschel (1998), qui raconte historiquement cette assertion radicale de Geiger que le Jésus que nous montre le Nouveau Testament était un pharisien qui enseignait le judaïsme.
Certaines des études de Geiger sont incluses dans The Origins of The Koran: Classic Essays on Islam's Holy Book édité par Ibn Warraq. Parmi ses autres travaux on trouve Judaism and Islam (1833) et An Appeal to My Community (1842).

## Critique
Bien qu'à l'origine collègue de Geiger, le rabbin galicien Solomon Judah Loeb Rapoport écrivit une critique violente du programme de réforme de Geiger (imprimée après la mort de l'auteur sous le titre Nachalat Yehuda). Samson Raphael Hirsch consacra bon nombre de numéros de son journal Jeschurun à critiquer la position réformatrice de Geiger (publié en anglais sous le titre Hirsch, Collected Writings).
Certains critiques ont aussi attaqué l'opposition de Geiger à une identité nationale juive ; on lui a reproché surtout d'avoir refusé d'intervenir en faveur des Juifs de Damas accusés de meurtre rituel en 1840. L'historien juif Steven Bayme a conclu que Geiger avait au contraire vigoureusement protesté mais en se plaçant sur le terrain humanitaire.

#### Œuvres de Geiger
- (de) Was hat Mohammed aus dem Judentume aufgenommen? Bonn, 1833.

(traduction anglaise : Judaism and Islam, F. M. Young, 1896.
- (de) Das Judenthum und seine Geschichte von der Zerstörung des zweiten Tempels bis zum Ende des zwölften Jahrhunderts. In zwölf Vorlesungen. Nebst einem Anhange: Offenes Sendschreiben an Herrn Professor Dr. Holtzmann. Breslau: Schletter, 1865-71.

(traduction anglaise : Judaism and its history: in 2 parts, Lanham [u.a.]: Univ. Press of America, 1985.  (ISBN 978-0-8191-4491-1).
- (de) Abraham Geiger and liberal Judaism : The challenge of the 19th century. Compilation avec un introduction biographique par Max Wiener. Traduit de l'allemand en anglais par Ernst J. Schlochauer. Philadelphie : Jewish Publication Society of America 5722.
- (de) Nachgelassene Schriften. Réimpression de l'édition de 1875–1878, publiée à Berlin par L. Gerschel. Bd 1-5. New York: Arno Press, 1980.  (ISBN 978-0-405-12255-2)